# Génération Pub
Pour les articles homonymes, voir Nos meilleures années et Nos plus belles années.
Génération Pub (également appelé Nos meilleures années ou Nos plus belles années ; La Trentaine au Québec ; Thirtysomething en VO, litt. « Trente et quelques ») est une série télévisée américaine en 85 épisodes de 45 minutes, créée par Marshall Herskovitz et Edward Zwick et diffusée entre le 29 septembre 1987 et le 28 mai 1991 sur le réseau ABC.
Au Québec, la série a été diffusée à partir du 2 septembre 1988 à Radio-Québec, et en France à partir du 15 janvier 1989 sur La Cinq. Rediffusion sous le titre Nos meilleures années à partir du 7 janvier 2002 sur Paris Première.

## Synopsis
Cette série met en scène la vie de deux familles de baby boomers et de leurs amis, dans les années 1980.

## Distribution

### Acteurs principaux
- Ken Olin : Michael Steadman
- Mel Harris : Hope Steadman
- Melanie Mayron : Melissa Steadman
- Timothy Busfield : Elliot Weston
- Polly Draper : Ellyn Warren
- Patricia Wettig : Nancy Weston
- Peter Horton : Gary Shepherd

### Acteurs récurrents et invités
- Brittany et Lacey Craven : Janey (66 épisodes)
- Luke Rossi : Ethan Weston (41 épisodes)
- Jordana Shapiro : Brittany Weston (30 épisodes)
- David Clennon : Miles Drentell (22 épisodes)
- Patricia Kalember : Susannah Shepherd (15 épisodes)

## Épisodes
La première saison compte 21 épisodes, la deuxième 17, la troisième 24 et la quatrième 23.

## Récompenses
- Emmy de la meilleure série dramatique 1988
- Emmy de la meilleure actrice dans un second rôle 1988 pour Patricia Wettig
- Emmy du meilleur scénario 1988 pour l'épisode Business as Usual
- Emmy de la meilleure actrice invitée dans une série dramatique 1988 pour Shirley Knight
- Emmy de la meilleure actrice dans un second rôle 1989 pour Melanie Mayron
- Emmy du meilleur scénario 1989 pour l'épisode First Day/Last Day
- Emmy du meilleur montage 1989
- Emmy des meilleurs costumes 1989
- Golden Globe de la meilleure série télévisée dramatique 1989
- Emmy de la meilleure actrice dans une série dramatique 1990 pour Patricia Wettig
- Emmy du meilleur réalisateur 1990 pour l'épisode The Go-Between
- Emmy de la meilleure actrice dans une série dramatique 1991 pour Patricia Wettig
- Emmy du meilleur acteur dans un second rôle 1991 pour Timothy Busfield
- Emmy des meilleurs costumes 1991
- Golden Globe de la meilleure actrice dans une série télévisée dramatique 1991 pour Patricia Wettig